# Niccolò Speciale (cronista)
Niccolò Speciale (Noto, ... – non oltre il 1342) è stato uno storico italiano.

## Biografia
Di Niccolò Speciale si sa soltanto che nacque in Sicilia, a Noto, intorno alla seconda metà del XIII secolo ma si conosce poco della sua vita. Come tanti uomini di cultura del periodo fu un religioso, francescano.
La sua opera nota è una storia della Sicilia redatta nella forma di cronaca tipica dell'epoca e scritta in latino, in otto tomi, intitolata Historia Sicula. La sua Historia riferisce gli eventi del Regno di Trinacria (regno di Sicilia) del periodo 1282-1337, dalla rivolta dei Vespri a tutto il periodo in cui regnò Federico II d'Aragona.
Dalla sua opera si ricavano informazioni riguardanti l'eruzione dell'Etna del 1329. Riferisce di aver fatto parte, nel 1334, del gruppo di ambasciatori inviati dal re di Sicilia Federico ad Avignone, sede del papa Benedetto XII, in occasione della sua elezione al pontificato.
Sulla data della sua morte viene ipotizzato che non sia avvenuta oltre il 1342

## Opere
- Historia Sicula. Cronache del regno di Trinacria in 8 tomi. Dai Vespri alla morte di Federico di Aragona